# 아지바인
아지바인(힌디어: अजवाइन, 학명: Trachyspermum ammi 트라키스페르뭄 암미[*])은 미나리과의 한해살이풀이다.

## 분포
인도가 원산지이다. 남아시아, 중앙아시아, 서남아시아, 북아프리카에 분포한다.

## 특징
열매는 타원형의 작은 분리과이다. 각각의 분열과를 씨로 착각하기도 한다.

## 이용
열매를 향신료로 쓴다. 쓴맛과 강한 향을 지니며, 향미가 아니스와 오레가노와도 비슷하다. 냄새는 백리향과 거의 같은데, 이는 아지바인이 티몰을 함유하기 때문이다.

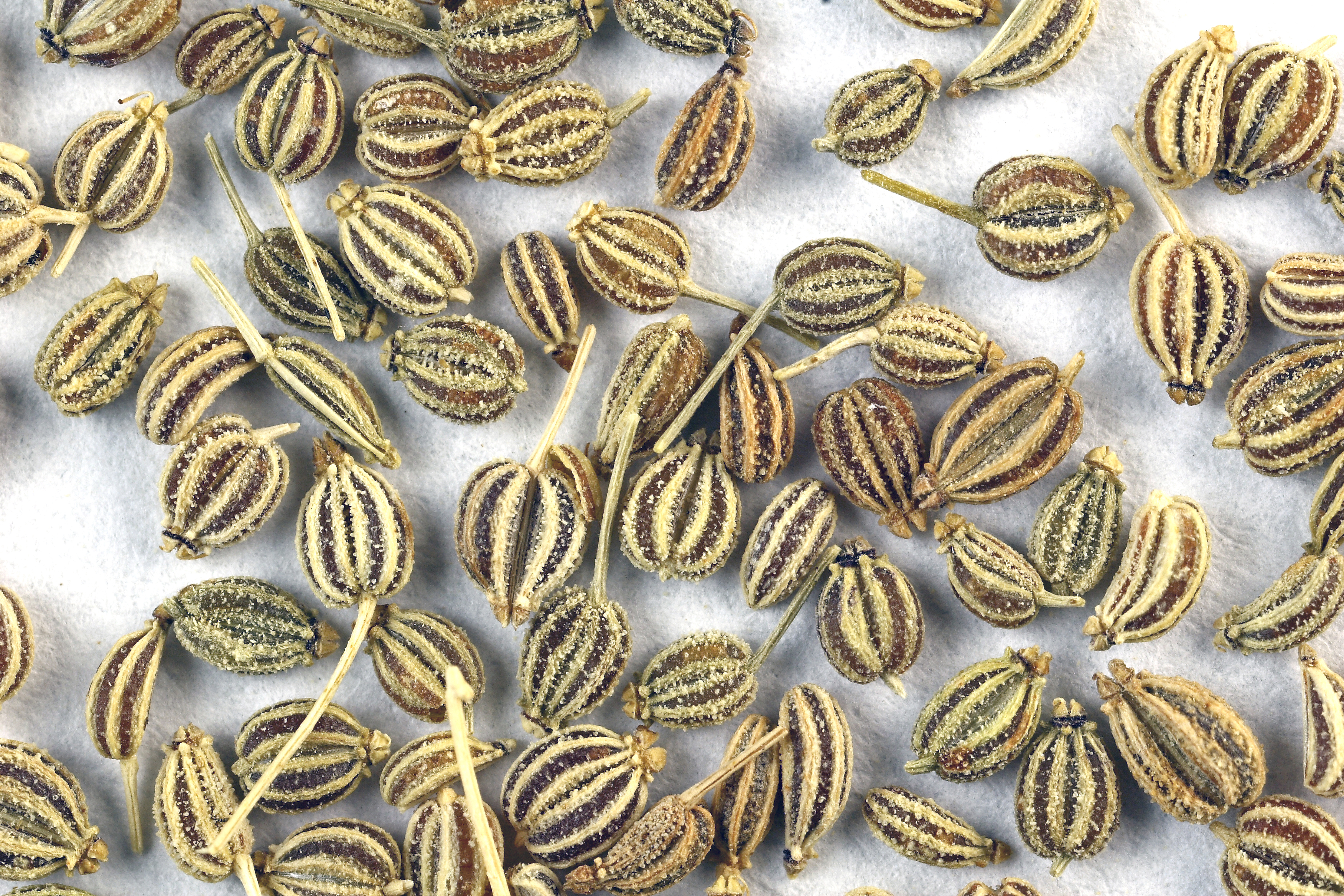
열매